# R-36 (míssil)
O R-36, em russo Р-36, foi um ICBM, desenvolvido e utilizado pela União Soviética no período da Guerra Fria.
O míssil R-36 original foi produzido usando a designação industrial soviética (GRAU) 8K67, pela designação da OTAN, ficou conhecido como SS-9 Scarp.
As versões seguintes desse mesmo míssil, que ficaram conhecidas como R-36M, receberam as designações industriais 15A14 e 15A18 e na OTAN ficou conhecido como SS-18 Satan.

## Histórico
O desenvolvimento do míssil R-36, teve início em 1962, pelo bureau OKB-586 em Dnipropetrovsk, na Ucrânia, tendo como base o trabalho do programa R-16, sendo o seu projetista chefe Mikhail Yangel. A produção ficava por conta da fábrica Yuzhmash, na mesma cidade. 
Foram projetadas versões para cargas leves, para cargas pesadas e também para cargas orbitais. Testes em voo ocorreram entre 1962 e 1966, quando foi obtida a certificação operacional. 
Notícias de que a União Soviética poderia colocar ogivas nucleares em órbita causaram reações enérgicas no ocidente, que levaram a um tratado para banir armas de destruição em massa do espaço.
Em Janeiro de 1967, foi efetuado o primeiro teste do míssil com capacidade orbital. Os testes prosseguiram até 20 de Maio de 1968, e em 19 de novembro do mesmo ano ele entrou em serviço.
Em 1970, foi iniciado o desenvolvimento de um novo modelo com capacidade de conduzir múltiplas ogivas, e os testes em voo começaram a ocorrer no ano seguinte.
Melhorias subsequentes, levaram ao desenvolvimento da versão R-36M, o primeiro teste desta versão ocorreu em 1973, resultando em falha. Depois de vários adiamentos, a primeira versão funcional do R-36M foi entregue em Dezembro de 1975. Foram 6 variantes do modelo R-36M original (SS-18), sendo a primeira (Mod-1) liberada em 1984 e a última (Mod-6) liberada em 1988, todas elas superando em muito seus contemporâneos ocidentais. 

## Características

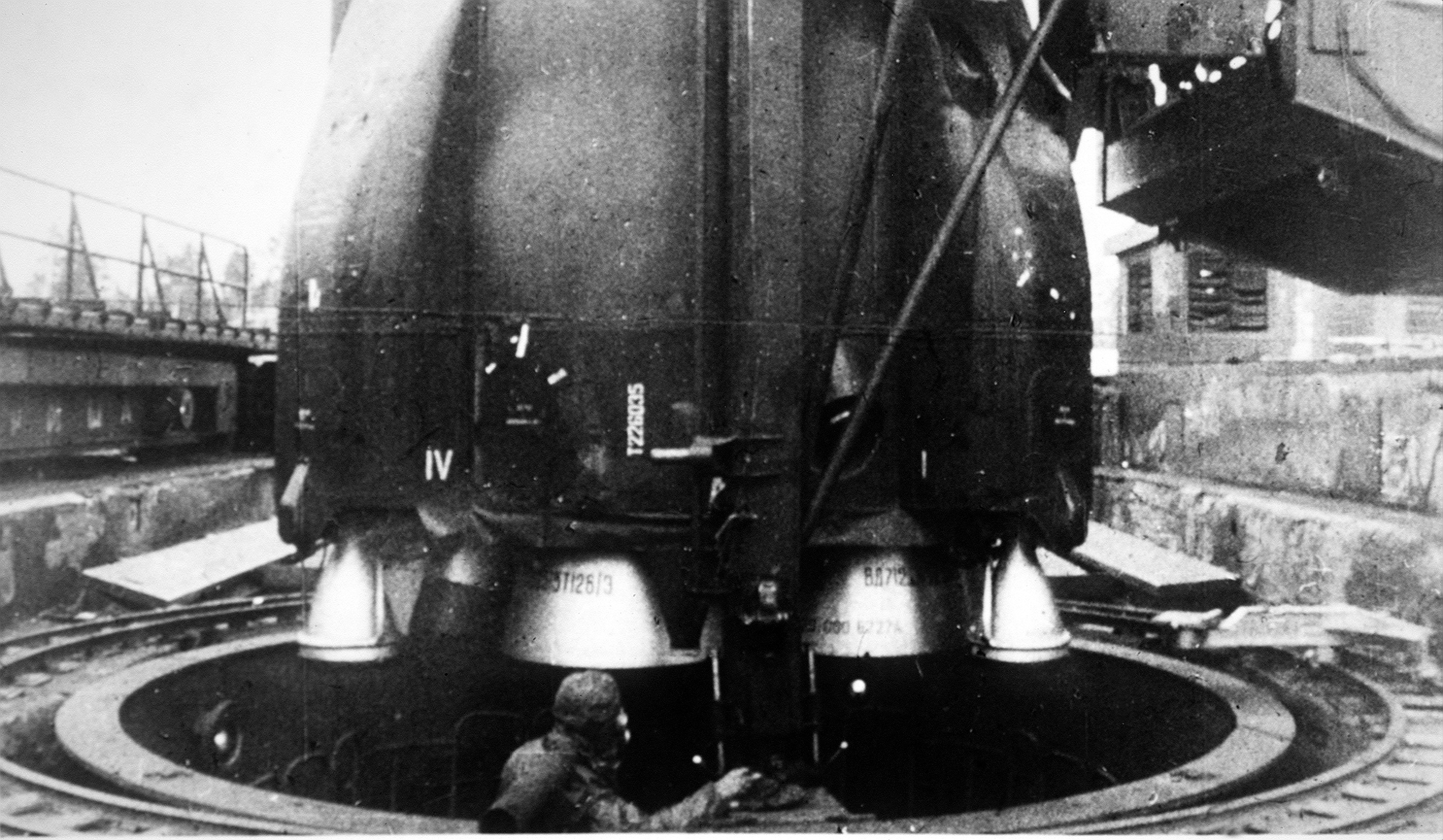
Motores de um míssil R-36 (SS-9 Scarp) sendo inspecionados.

O míssil R-36 (SS-9) era um foguete de dois estágios, lançado a partir de silos, usando uma combinação propelente líquida, com UDMH como combustível e tetróxido de nitrogênio como oxidante. 
Ele podia conduzir um de quatro tipos de veículos de reentrada (RVs de Re-entry Vehicles), especialmente desenvolvidos para ele.
- O Mod 1 e Mod 2, que carregavam ogivas nucleares simples de 18 e 25 megatons respectivamente.
- O Mod 3 (R-36O), proposto para colocar várias ogivas em órbita baixa, usando um sistema de bombardeio chamado "Fractional Orbital Bombardment System" ou FOBS.
- O Mod 4, carregando três RVs (veículos de reentrada)

## Versões

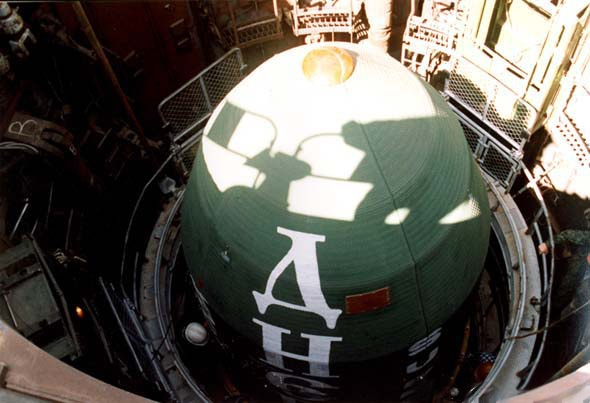
Um foguete Dnepr num silo.

Do modelo R-36M, foram desenvolvidas seis variantes:
- R-36M (SS-18 Mod 1) - apenas um RV
- R-36M (SS-18 Mod 2) - até oito RVs
- R-36M (SS-18 Mod 3) - apenas um RV com dois formatos de coifa diferentes
- R-36M (SS-18 Mod 4) - até dez RVs e maior precisão
- R-36M (SS-18 Mod 5) - até dez RVs com ogivas mais potentes
- R-36M (SS-18 Mod 6) - uma única ogiva de 20 megatons

Os modelos mais recentes, admitiam até 10 ogivas simultâneas, com precisão de 220 m.

## R-36O
Esses mísseis ficaram conhecidos genericamente como R-36O, sendo esse "O" de "orbital". Uma tecnologia desenvolvida pela União Soviética, chamada FOBS, que permitia colocar ogivas em órbita e mantê-las lá por algum tempo, reduzindo dessa forma o tempo necessário para atingir o inimigo, visto que as ogivas já estariam em órbita, sendo necessário apenas fazer com que elas caíssem sobre os alvos desejados.
Os mísseis R-36O (8К69) foram retirados de serviço em Janeiro de 1983, como consequência das conversações sobre limites para armas estratégicas (SALT II).

## Aposentadoria

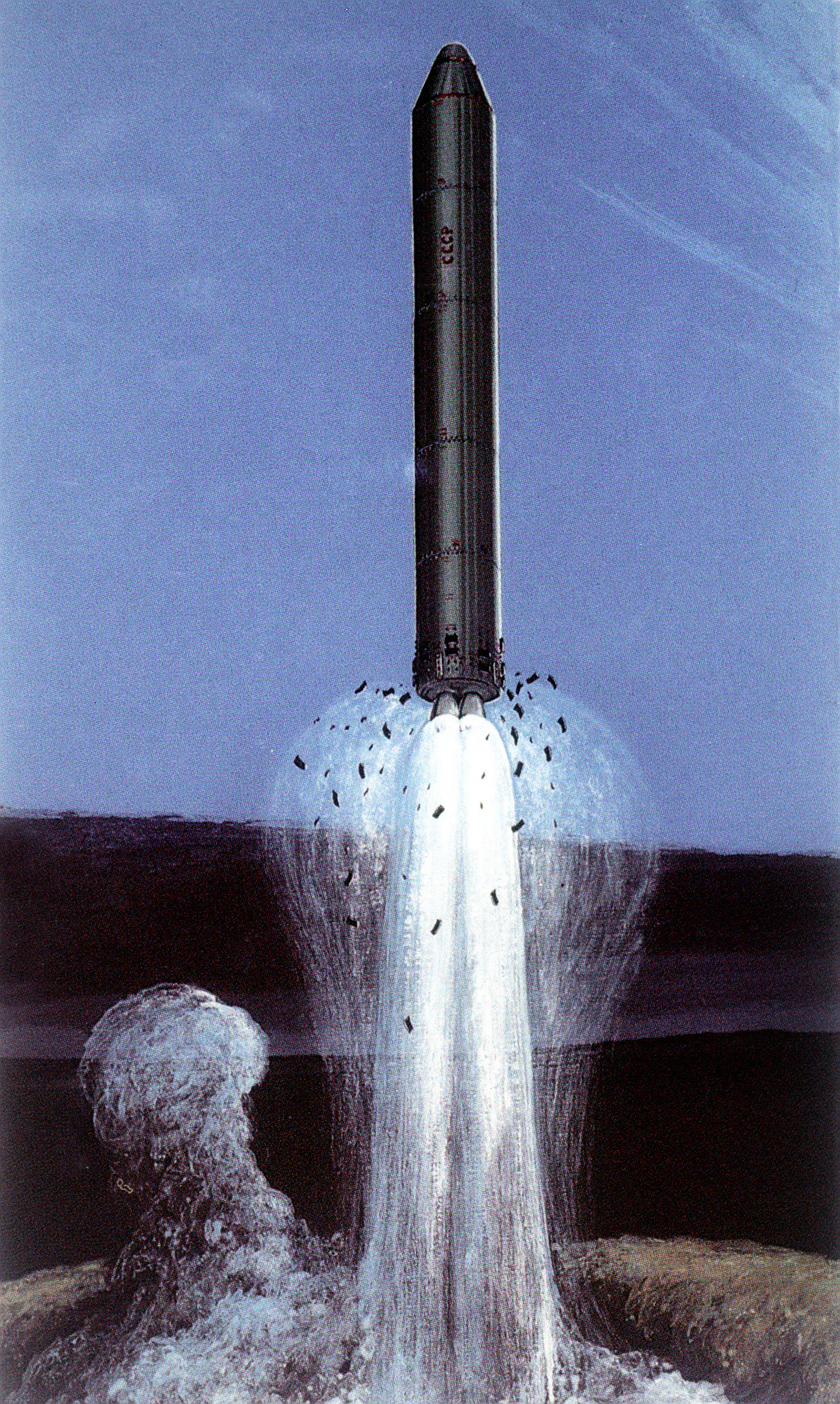
Concepção artística de um míssil R-36M.

Na última década, as forças armadas Russas vem constantemente reduzindo o número de mísseis R-36M em serviço, retirando aqueles que atingem a sua vida útil operacional máxima. Cerca de 40 mísseis da variante mais moderna, a R-36M2 (ou RS-20V), vão permanecer em serviço até 2019
quando então serão substituídos pela nova versão MIRV do míssil Topol-M.
Em Março de 2006, a Rússia firmou um acordo de cooperação com a Ucrânia para a manutenção dos mísseis R-36M2, o que deve permitir o período de vida útil em serviço dos mesmos em algo em torno de 10 a 28 anos.
Em Dezembro de 2008, as Força Estratégica de Mísseis da Federação Russa, possuía 75 mísseis R-36MUTTH/R-36M2 em situação operacional. O seu comandante, o General Andrei Shvaichenko, anunciou em Dezembro de 2009 que a Rússia tinha planos de "desenvolver um novo ICBM movido a combustível líquido para substituir o Voyevoda (SS-18 Satan), capaz de conduzir 10 ogivas até 2016".

## Derivações
Vários mísseis R-36 foram adaptados para colocar satélites mais leves em órbita LEO, a partir de plataformas de lançamento convencionais, não mais a partir de silos. 
- O foguete Tsyklon-2,
- O foguete Tsyklon-3,
- O foguete Dnepr